# سرو باتلاقی چینی
سرو باتلاقی چینی (نام علمی: Glyptostrobus pensilis) نام یک گونه از سرده نرم‌کاج‌های شیاردار است.